# Rhopalomyia utahensis
Rhopalomyia utahensis är en tvåvingeart som beskrevs av Ephraim Porter Felt 1916. Rhopalomyia utahensis ingår i släktet Rhopalomyia och familjen gallmyggor.
Artens utbredningsområde är Utah. Inga underarter finns listade i Catalogue of Life.